# قائمة المعالم الوطنية في مقاطعة كاشمر
هذه قائمة المعالم الوطنية في مقاطعة كاشمر في إيران. فحتى عام 2018م، سُجِّل عشرين معلمًا وطنيًا من مقاطعة كاشمر في قائمة المعالم الوطنية الإيرانية، وعددها صغيرٌ مقارنة مع المعالم في محافظة خراسان الرضوية، والتي يبلغ عددها 1407 معلمًا وطنيًا. تقع مسؤولية صيانة هذه المعالم الوطنية على عاتق وزارة التراث الثقافي والسياحة والصناعات التقليدية الإيرانية.
وجود هذه المعالم الدينية والثقافية جعل من المقاطعة إحدى الوجهات السياحية الرئيسية في محافظة خراسان الرضوية، فقد زارها قرابة 3.5 مليون شخص في عام 2017م، وفقًا لما صرح به رئيس المقاطعة آنذاك. وهي تأتي في المرتبة الثانية في محافظة حسب السياحة الدينية بعد مشهد.
كان برج فيروز آباد هو أول معلم وطني في هذه المقاطعة، وقد أُدرج في قائمة المعالم الوطنية الإيرانية في 6 يونيو 1932م ويعود تاريخ البرج إلى فترة الدولة السلجوقية. ولكن في عام 1995م أصبح هذا البرج في مقاطعة بردسكن بعد أن صارت مقاطعة مستقلة.
يُعد ضريح حسن المدرس أهم معلم وطني في هذه المقاطعة، وقد أُدرج في قائمة المعالم الوطنية الإيرانية في 14 مارس 2005م ويعود تاريخه إلى الدولة البهلوية.
من أقدم المعالم الوطنية في هذه المقاطعة تل جن، وقلعة كهنة زندة جان ومقبرة دشت طلا أباد، وقد سُجّلت في قائمة المعالم الوطنية الإيرانية في 13 أغسطس 2005م وتعود جميع المعالم الوطنية الثلاثة إلى الألفية الأولى قبل الميلاد.

## القائمة
| #                        | الاسم بالعربية/ الاسم الرسمية                     | الصورة   | الحقبة التاريخية التي بُني بها | الموقع                                                                                         | رقم التسجيل | تاريخ التسجيل  | المصدر   |
| البنايات                 | البنايات                                          | البنايات | البنايات                      | البنايات                                                                                       | البنايات    | البنايات       | البنايات |
| ------------------------ | ------------------------------------------------- | -------- | ----------------------------- | ---------------------------------------------------------------------------------------------- | ----------- | -------------- | -------- |
| 1                        | مرقد مرتضى الكاظم امامزاده سید مرتضی              |          | الدولة القاجارية              | كاشمر - شارع مزار35°17′13.5″N 58°28′27.5″E / 35.287083°N 58.474306°E                           | 1488        | 24 أكتوبر 1977 | [ 9 ]    |
| 2                        | الجامع الكبير كاشمر مسجد جامع کاشمر               |          | الدولة القاجارية              | كاشمر - شارع فيض أباد - ساحة المدينة المركزية35°13′56″N 58°27′44″E / 35.23222°N 58.46222°E     | 5152        | 16 مارس 2002   | [ 10 ]   |
| 3                        | يخجال كاشمر یخچال قدیمی کاشمر                     |          | الدولة القاجارية              | قرية فروتقة35°13′12.9″N 58°29′16.0″E / 35.220250°N 58.487778°E                                 | 6429        | 29 سبتمبر 2002 | [ 11 ]   |
| 4                        | مرقد حمزة الكاظم باغمزار کاشمر (بقعه سید حمزه)    |          | الدولة الصفوية                | كاشمر - شارع فاطمي35°14′29.7″N 58°28′20.0″E / 35.241583°N 58.472222°E                          | 8738        | 31 مايو 2003   | [ 12 ]   |
| 5                        | ضريح حسن المدرس آرامگاه مدرس                      |          | الدولة البهلوية               | كاشمر - شارع مدرس - بولفار شاهد35°13′52.0″N 58°27′12.4″E / 35.231111°N 58.453444°E             | 11675       | 14 مارس 2005   | [ 13 ]   |
| 6                        | ضريح السيد إسماعيل نبوي مقبره سید اسماعیل نبوی    |          | الدولة القاجارية              | كاشمر - شارع 15 خرداد (شارع خاكي)35°13′59.5″N 58°28′0.1″E / 35.233194°N 58.466694°E            | 11925       | 26 يونيو 2005  | [ 14 ]   |
| 7                        | مسجد حاجي جلال مسجد حاجی جلال                     |          | الدولة القاجارية              | كاشمر - شارع مدرس35°14′2.5″N 58°27′37.8″E / 35.234028°N 58.460500°E                            | 11926       | 26 يونيو 2005  | [ 15 ]   |
| 8                        | منزل أحمد بناه خانه احمد پناه                     |          | الدولة القاجارية              | كاشمر - شارع إمام خميني، ركن من مفترق بهبودي35°14′18.2″N 58°28′1.9″E / 35.238389°N 58.467194°E | 11927       | 26 يونيو 2005  | [ 16 ]   |
| 9                        | ضريح إفتخار التجار مقبره افتخارالتجار             |          | الدولة القاجارية              | كاشمر - شارع 15 خرداد (شارع خاكي)35°13′59.9″N 58°27′59.0″E / 35.233306°N 58.466389°E           | 11928       | 26 يونيو 2005  | [ 17 ]   |
| 10                       | مدرسة الحاج سلطان العلماء مدرسه حاج سلطان العلماء |          | الدولة القاجارية              | كاشمر - شارع إمام خميني، ساحة المدينة المركزية35°14′1″N 58°27′45″E / 35.23361°N 58.46250°E     | 11929       | 26 يونيو 2005  | [ 18 ]   |
| 11                       | خان أمين التجار کاروان‌سرای امین                   |          | الدولة القاجارية              | كاشمر - ركن من ساحة المدينة المركزية35°13′59.71″N 58°27′44.25″E / 35.2332528°N 58.4622917°E    | 11930       | 26 يونيو 2005  | [ 19 ]   |
| 12                       | طاحونة مائية طلا أباد آسیاب آبی طلاآباد           |          | الدولة الصفوية                | كيلومترين جنوب شرق قرية قوجد35°11′13.8″N 58°27′56.2″E / 35.187167°N 58.465611°E                | 13182       | 13 أغسطس 2005  | [ 20 ]   |
| 13                       | قلعة ريغ بقایای قلعه ریگ                          |          | الدولة السلجوقية              | كيلومترين جنوب شرق قرية قوجد35°10′51.960″N 58°27′15.401″E / 35.18110000°N 58.45427806°E        | 13186       | 7 أغسطس 2005   | [ 21 ]   |
| 14                       | صهريج فروتقة آب‌انبار فروتقه                       |          | الدولة القاجارية              | قرية فروتقة35°13′16.3″N 58°29′55.3″E / 35.221194°N 58.498694°E                                 | 16326       | 15 نوفمبر 2006 | [ 22 ]   |
| 15                       | طاحونة مائية جردوك آسیاب جردوک                    |          | الدولة القاجارية              | قرية جردوي35°12′49.3″N 58°36′27.7″E / 35.213694°N 58.607694°E                                  | 16481       | 18 نوفمبر 2006 | [ 23 ]   |
| 16                       | منزل دانش خانه دانش                               |          | الدولة البهلوية               | كاشمر - ركن من ساحة إمام علي35°14′13.0″N 58°28′7.5″E / 35.236944°N 58.468750°E                 | 28209       | 2 سبتمبر 2009  | [ 8 ]    |
| الأكمات والمواقع الأثرية |                                                   |          |                               |                                                                                                |             |                |          |
| 17                       | تل جن تپه جن                                      |          | الألفية الأولى قبل الميلاد    | مقابل لمرقد محمد35°14′28″N 58°25′27″E / 35.24111°N 58.42417°E                                  | 13305       | 13 أغسطس 2005  | [ 24 ]   |
| 18                       | قلعة كهنة زندة جان بقایای قلعه کهنه زنده جان      |          | الألفية الأولى قبل الميلاد    | قرية زندة جان35°15′0.0″N 58°24′49.0″E / 35.250000°N 58.413611°E                                | 13307       | 13 أغسطس 2005  | [ 25 ]   |
| 19                       | تل دزد محوطه دزد سرحوضک                           |          | الإسلام المبكر                | قرية سرحوضك35°16′13″N 58°23′20″E / 35.27028°N 58.38889°E                                       | 13185       | 13 أغسطس 2005  | [ 26 ]   |
| 20                       | مقبرة دشت طلا أباد قبرستان دشت طلاآباد            |          | الألفية الأولى قبل الميلاد    | كيلومترين قرية قوجد35°10′47.6″N 58°27′14.8″E / 35.179889°N 58.454111°E                         | 13187       | 13 أغسطس 2005  | [ 27 ]   |

### فهرس المراجع
1. ↑  "سهم کاشمر در فهرست آثار ثبت شده ملی اندک است". وكالة أنباء الطلبة الإيرانية (بالفارسية). مؤرشف من الأصل في 2021-11-02. اطلع عليه بتاريخ 2022-02-20.
2. ↑  "اماکن تاریخی و گردشگری شهرستان کاشمر میزبان گردشگران نوروزی+تصاویر". وكالة تسنيم الدولية للأنباء (بالفارسية). مؤرشف من الأصل في 2021-11-29. اطلع عليه بتاريخ 2022-02-20.
3. ↑  "بازدید سالیانه 3.5 میلیون گردشگر از کاشمر". وكالة أنباء الطلبة الإيرانية (بالفارسية). مؤرشف من الأصل في 2021-11-02. اطلع عليه بتاريخ 2022-02-20.
4. ↑  "دومین شهر زیارتی خراسان رضوی؛ میزبان گردشگران نوروزی". إيكنا (بالفارسية). مؤرشف من الأصل في 2023-10-13. اطلع عليه بتاريخ 2024-04-26.
5. ↑  "پرونده برج فیروزآباد در فهرست آثار ملی ایران" (PDF). وزارة الطرق والتنمية الحضرية (بالفارسية). مؤرشف من الأصل (PDF) في 2022-01-03. اطلع عليه بتاريخ 2022-02-20.
6. ↑  "فرماندار جدید بردسکن منصوب شد". وكالة أنباء فارس (بالفارسية). مؤرشف من الأصل في 2022-01-04. اطلع عليه بتاريخ 2022-02-20.
7. ↑  "آرامگاه شهید مدرس؛ زیارتگاه عاشقان در دومین شهر زیارتی خراسان رضوی". إيكنا (بالفارسية). مؤرشف من الأصل في 2023-12-22. اطلع عليه بتاريخ 2024-04-26.
8. 1 2 3  "فهرست آثار ثبتی - اداره میراث فرهنگی شهرستان کاشمر". اداره کل میراث فرهنگی، صنایع دستی وگردشگری خراسان رضوی (بالفارسية). مؤرشف من الأصل في 2020-09-26. اطلع عليه بتاريخ 2022-02-20.
9. ↑  "پرونده امامزاده سید مرتضی در فهرست آثار ملی ایران". وزارة الطرق والتنمية الحضرية (بالفارسية). مؤرشف من الأصل في 2021-10-27. اطلع عليه بتاريخ 2022-02-20.
10. ↑  "پرونده مسجد جامع کاشمر در فهرست آثار ملی ایران". وزارة الطرق والتنمية الحضرية (بالفارسية). مؤرشف من الأصل في 2021-10-27. اطلع عليه بتاريخ 2022-02-20.
11. ↑  "پرونده یخچال قدیمی کاشمر در فهرست آثار ملی ایران". وزارة الطرق والتنمية الحضرية (بالفارسية). مؤرشف من الأصل في 2021-10-27. اطلع عليه بتاريخ 2022-02-20.
12. ↑  "پرونده باغمزار کاشمر (بقعه سید حمزه) در فهرست آثار ملی ایران". وزارة الطرق والتنمية الحضرية (بالفارسية). مؤرشف من الأصل في 2021-10-27. اطلع عليه بتاريخ 2022-02-20.
13. ↑  "پرونده آرامگاه مدرس در فهرست آثار ملی ایران". وزارة الطرق والتنمية الحضرية (بالفارسية). مؤرشف من الأصل في 2021-10-27. اطلع عليه بتاريخ 2022-02-20.
14. ↑  "پرونده مقبره سید اسماعیل نبوی در فهرست آثار ملی ایران". وزارة الطرق والتنمية الحضرية (بالفارسية). مؤرشف من الأصل في 2021-10-27. اطلع عليه بتاريخ 2022-02-20.
15. ↑  "پرونده مسجد حاجی جلال در فهرست آثار ملی ایران". وزارة الطرق والتنمية الحضرية (بالفارسية). مؤرشف من الأصل في 2021-10-27. اطلع عليه بتاريخ 2022-02-20.
16. ↑  "پرونده خانه احمد پناه در فهرست آثار ملی ایران". وزارة الطرق والتنمية الحضرية (بالفارسية). مؤرشف من الأصل في 2021-10-27. اطلع عليه بتاريخ 2022-02-20.
17. ↑  "پرونده مقبره افتخارالتجار در فهرست آثار ملی ایران". وزارة الطرق والتنمية الحضرية (بالفارسية). مؤرشف من الأصل في 2021-10-27. اطلع عليه بتاريخ 2022-02-20.
18. ↑  "پرونده مدرسه حاج سلطان العلما در فهرست آثار ملی ایران". وزارة الطرق والتنمية الحضرية (بالفارسية). مؤرشف من الأصل في 2021-10-27. اطلع عليه بتاريخ 2022-02-20.
19. ↑  "پرونده کاروان‌سرای امین در فهرست آثار ملی ایران". وزارة الطرق والتنمية الحضرية (بالفارسية). مؤرشف من الأصل في 2021-10-27. اطلع عليه بتاريخ 2022-02-20.
20. ↑  "پرونده آسیاب آبی طلاآباد در فهرست آثار ملی ایران". وزارة الطرق والتنمية الحضرية (بالفارسية). مؤرشف من الأصل في 2021-10-27. اطلع عليه بتاريخ 2022-02-20.
21. ↑  "پرونده بقایای قلعه ریگ در فهرست آثار ملی ایران". وزارة الطرق والتنمية الحضرية (بالفارسية). مؤرشف من الأصل في 2021-10-27. اطلع عليه بتاريخ 2022-02-20.
22. ↑  "پرونده آب‌انبار فروتقه در فهرست آثار ملی ایران". وزارة الطرق والتنمية الحضرية (بالفارسية). مؤرشف من الأصل في 2021-10-27. اطلع عليه بتاريخ 2022-02-20.
23. ↑  "پرونده آسیاب جردوک در فهرست آثار ملی ایران". وزارة الطرق والتنمية الحضرية (بالفارسية). مؤرشف من الأصل في 2021-10-27. اطلع عليه بتاريخ 2022-02-20.
24. ↑  "پرونده تپه جن در فهرست آثار ملی ایران". وزارة الطرق والتنمية الحضرية (بالفارسية). مؤرشف من الأصل في 2021-10-27. اطلع عليه بتاريخ 2022-02-20.
25. ↑  "پرونده بقایای قلعه کهنه زنده جان در فهرست آثار ملی ایران". وزارة الطرق والتنمية الحضرية (بالفارسية). مؤرشف من الأصل في 2021-10-27. اطلع عليه بتاريخ 2022-02-20.
26. ↑  "پرونده محوطه دزد سرحوضک در فهرست آثار ملی ایران". وزارة الطرق والتنمية الحضرية (بالفارسية). مؤرشف من الأصل في 2021-10-27. اطلع عليه بتاريخ 2022-02-20.
27. ↑  "پرونده قبرستان دشت طلاآباد در فهرست آثار ملی ایران". وزارة الطرق والتنمية الحضرية (بالفارسية). مؤرشف من الأصل في 2021-10-27. اطلع عليه بتاريخ 2022-02-20.

### بيانات المراجع
- محمدرضا خسروی (1997). تاریخ کاشمر (بالفارسية). مشهد المقدسة: موسسه چاپ وانتشارات آستان قدس رضوی. ISBN:964-434-007-8.
- ایرج سعادتمند توندری (2005). ترشیز 1 - (نگاهی به تاریخ وجغرافیای شهرستان کاشمر) (بالفارسية). مشهد المقدسة: موسسه فرهنگی هنری وانتشاراتی ضریح آفتاب. ISBN:964-429-055-0.